# Giải bóng đá vô địch quốc gia Quần đảo Cook 2014
Giải bóng đá vô địch quốc gia Quần đảo Cook 2014 là mùa giải thứ 41 được ghi nhận của giải đấu bóng đá cao nhất ở Quần đảo Cook, với việc không rõ kết quả ở các mùa giải từ 1951 đến 1969, mùa giải 1986 và cả 1988–1990.

## Bảng xếp hạng
| XH | Đội                   | Tr | T | H | T  | BT | BB | HS  | Đ  | Lên hay xuống hạng                                                 |
| -- | --------------------- | -- | - | - | -- | -- | -- | --- | -- | ------------------------------------------------------------------ |
| 1  | Tupapa Maraerenga (C) | 12 | 9 | 2 | 1  | 59 | 12 | +47 | 29 | Tham dự Giải bóng đá vô địch các câu lạc bộ châu Đại Dương 2015–16 |
| 2  | Puaikura              | 12 | 9 | 2 | 1  | 46 | 10 | +36 | 29 |                                                                    |
| 3  | Avatiu                | 12 | 6 | 3 | 3  | 27 | 20 | +7  | 21 |                                                                    |
| 4  | Takuvaine             | 12 | 5 | 1 | 6  | 26 | 27 | −1  | 16 |                                                                    |
| 5  | Matavera              | 12 | 4 | 1 | 7  | 24 | 34 | −10 | 13 |                                                                    |
| 6  | Nikao Sokattak        | 12 | 3 | 0 | 9  | 14 | 44 | −30 | 9  |                                                                    |
| 7  | Titikaveka            | 12 | 1 | 1 | 10 | 12 | 59 | −47 | 4  |                                                                    |

Cập nhật đến ngày 28 tháng 9 năm 2013
Nguồn: 
Quy tắc xếp hạng: 1. Điểm; 2. Hiệu số bàn thắng; 3. Số bàn thắng.
(VĐ) = Vô địch; (XH) = Xuống hạng; (LH) = Lên hạng; (O) = Thắng trận Play-off; (A) = Lọt vào vòng sau. 
Chỉ được áp dụng khi mùa giải chưa kết thúc: 
(Q) = Lọt vào vòng đấu cụ thể của giải đấu đã nêu; (TQ) = Giành vé dự giải đấu, nhưng chưa tới vòng đấu đã nêu.

## Kết quả
| Nhà \ Khách[1]    | AVA | MAT | NIK | PUA | TAK | TIT  | TUP  |
| Avatiu            |     | 2–1 | 2–0 | 0–0 | 4–1 | 4–0  | 0–3  |
| Matavera          | 3–0 |     | 4–1 | 2–4 | 3–0 | 4–2  | 4–5  |
| Nikao Sokattak    | 0–7 | 2–1 |     | 1–4 | 1–5 | 2–0  | 0–8  |
| Puaikura          | 9–1 | 4–0 | 6–1 |     | 3–0 | 10–0 | 2–1  |
| Takuvaine         | 2–2 | 5–0 | 2–1 | 2–1 |     | 4–3  | 1–2  |
| Titikaveka        | 2–4 | 1–1 | 1–5 | 1–2 | 3–1 |      | 0–11 |
| Tupapa Maraerenga | 1–1 | 8–1 | 4–0 | 1–1 | 5–2 | 10–0 |      |

Cập nhật lần cuối: ngày 28 tháng 9 năm 2013.
Nguồn: 
1 ^ Đội chủ nhà được liệt kê ở cột bên tay trái.
Màu sắc: Xanh = Chủ nhà thắng; Vàng = Hòa; Đỏ = Đội khách thắng.